# Декамерон
«Декамеро́н» (итал. Il Decamerone от др.-греч. δέκα «десять» + ἡμέρα «день», дословно — «Десятиднев») — собрание ста новелл итальянского писателя Джованни Боккаччо, одна из самых знаменитых книг раннего итальянского Ренессанса, написанная приблизительно в 1352—1354 годы. Большинство новелл этой книги посвящено теме любви, начиная от её эротического и заканчивая трагическим аспектами.

## Содержание книги

### Название
Название книги «Декамерон» происходит от др.-греч. δέκα «десять» и ἡμέρα «день», буквально переводясь как «Десятиднев». Оно создано автором по греческому образцу — на манер титула одного из трактатов святого Амвросия Медиоланского — Hexaemeron («Шестоднев»). В Шестодневах, создававшихся и другими средневековыми авторами, обычно рассказывалось о создании мира Богом за шесть дней. «Декамерон» тоже книга о сотворении мира. Но творится мир в «Декамероне» не Богом, а человеческим обществом, — правда, не за шесть, а за десять дней.
Также имела вульгарно-простонародное прозвище (подзаголовок) «Принц Галеотто» (итал. Principe Galeotto, дословно — «Сводник»), которое намекало на идейных противников Боккаччо, силившихся доказать, что «Декамерон» подрывает устои религии и морали. Галеото — это рыцарь короля Артура Галеот, который способствовал взаимоотношениям Джиневры и Ланцелота и упоминается в «Божественной комедии» Данте. Её персонажи Франческа да Римини и Паоло впервые целуются под воздействием чтения этого фрагмента легенды («Одни мы были, был беспечен каждый, Над книгой взоры встретились не раз… и книга стала нашим Галеотом…», Ад, V.). Из Данте имя «Галеотто» вошло в итальянский язык как синоним сводника.

### Сюжет

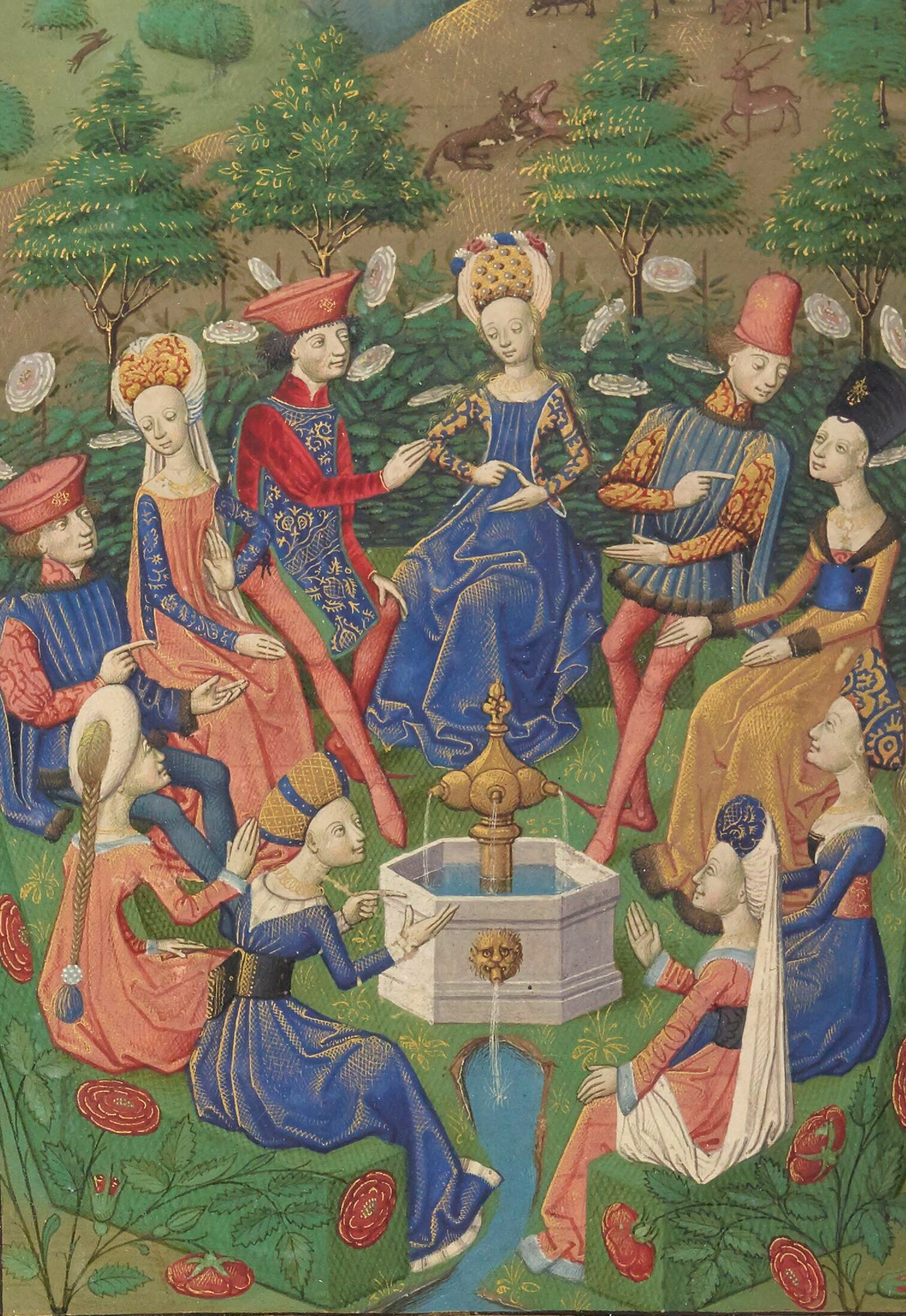
Рассказчики Декамерона. Миниатюра XIV века

Схема этого произведения встречается у Боккаччо и раньше, в «Амето» (любовные рассказы семи нимф) и «Филоколо» (13 любовных вопросов). Структура сочинения двояка — используется «рамочная композиция» со вставными новеллами. Обрамляющие события книги происходят в XIV веке, во время эпидемии чумы 1348 года. Группа из трёх благородных юношей и семи дам, встретившаяся в церкви Санта Мария Новелла, уезжают из охваченной заразой Флоренции на загородную виллу в двух милях от города, чтобы спастись от болезни. (Традиционно считается, что это Вилла Пальмьери во Фьезоле).
За городом они проводят своё время, рассказывая друг другу различные занимательные истории. Многие из них — не оригинальные сочинения Боккаччо, а переработанные им фольклорные, легендарные и классические мотивы — к примеру, из «Метаморфоз» Апулея, анекдоты, составлявшие значительную часть городского фольклора, и религиозно-нравоучительные «примеры», которыми уснащали проповеди прославленные служители церкви, французские фаблио и восточные сказки, устные рассказы современных ему флорентийцев. Боккаччо также черпал из итальянского сборника XIII века «Cento novelle antiche». Индийский сборник сказок «Панчатантра» повлиял на структуру и ряд новелл, а «Historia gentis Langobardorum» Павла Диакона — на способ описания чумы. (Сводную таблицу использованных им источников см. Список новелл Декамерона)
Каждый день начинается заставкой к десяти новеллам, повествующей о том, как проводит время эта небольшая группа молодых людей, образованных, тонко чувствующих красоту природы, верных правилам благородства и воспитанности. В обрамлении новелл «Декамерона» можно видеть утопическую идиллию, первую ренессансную утопию: культура оказывается возвышающим и цементирующим началом этого идеального сообщества.
Таким образом, новеллы «Декамерона» рассказываются в обстановке своего рода «пира во время чумы». Академик А. Н. Веселовский замечает по этому поводу: «Боккаччо схватил живую, психологически верную черту — страсть к жизни у порога смерти».
Повествование начинается утром в среду, события длятся 10 дней, и в каждый день рассказано по 10 историй. Каждый день избирается «король» или «королева», которые устанавливают порядок дня и назначают тему для рассказов, которыми собеседники занимают друг друга. Этой темы должны придерживаться все рассказчики, за исключением Дионео, который получает привилегию рассказывать свою историю последним и на любую тему. В пятницу и субботу правители не избираются и новеллы не рассказываются. После того, как все 10 новелл в один день рассказаны, автор их «обрамляет» — показывает читателю рассказчиков, показывает, как они обмениваются впечатлениями от новелл.
В конце дня один из молодых людей (в каждый день — иной юноша, иная девушка) исполняет баллату (итал. ballata, танцевальную песню) — своего рода контрапункт для рассказываемых историй. Ещё одну баллату композитор-поэт Минуччо Аретинский исполняет «внутри» дня (день 10, новелла 7). Эти 11 текстов (стихотворные вставки не содержат музыкальной нотации) — лучшие образцы лирики Боккаччо, в них «по большей части воспеваются радости простой и чистой любви или страдания любящих, которым что-нибудь мешает соединиться».
Поскольку в выходные истории не рассказываются, всего события занимают 2 недели, и после окончания действия (в среду) молодые люди возвращаются во Флоренцию.

### Жанр
Как отмечают исследователи, в «Декамероне» доведён до совершенства жанр прозаической повести-новеллы, которая существовала в итальянской литературе ещё до Боккаччо. Эта книга открыла дорогу всей ренессансной новеллистике.
Привлекательными чертами для читателей являлись занимательность сюжетов новелл, яркие образы, сочный итальянский (народный, в отличие от латыни) язык. Новаторством являлась нетрадиционная трактовка подчас знакомых со времён Средневековья фабул, а также общая идейная направленность. «Декамерон» показывает новые грани возникающего ренессансного гуманизма (например, его антиклерикализм). В центре внимания Боккаччо — проблема самосознания личности, получившая широкую перспективу в дальнейшем развитии ренессансной культуры.
«Декамерон» Боккаччо часто называют «Человеческой комедией», по аналогии с «Божественной комедией» Данте.
Как отмечают исследователи, у своих средневековых предшественников Боккаччо взял следующие элементы:
- анекдотическую фабулу,
- трезвый бытовой элемент,
- жизненную непосредственность,
- прославление находчивости и остроумия,
- непочтительное отношение к попам и монахам.

К этим элементам он добавил собственные находки:
- интерес к жизни,
- последовательную реалистическую установку,
- богатство психологического содержания
- сознательный артистизм формы, воспитанный внимательным изучением античных авторов.

Благодаря такому подходу к жанру новеллы она стала «полноправным литературным жанром, лёгшим в основу всей повествовательной литературы нового времени. Свежесть и новизна этого жанра, его глубокие народные корни, отчётливо ощутимые даже под лоском изящного литературного стиля Боккаччо, сделали его наилучше приспособленным к выражению передовых гуманистических воззрений».

### Герои «Декамерона»
Десять рассказчиков «Декамерона» — brigata, описаны как реальные люди с вымышленными именами, выведенными из их характеров. Рассказчиками являются некоторые герои прежних поэм. Как отмечают исследователи, почти все женские образы с такими именами встречались в ранних произведениях писателя и были персонажами любовных историй, в то время как в трёх юношах Боккаччо даёт читателю три различных образа самого себя — так как он уже выводил себя под этими псевдонимами в предыдущих сочинениях.
Дамы (возраст от 18 до 28 лет):

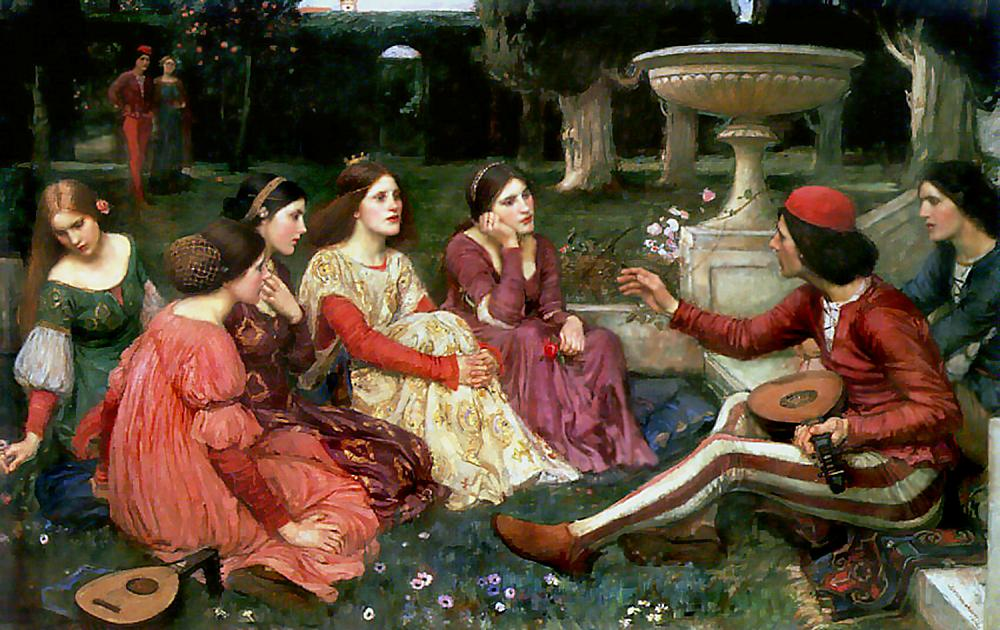
Д. У. Уотерхаус. «Декамерон»

1. Пампинея (Pampinea с итал. — «цветущая») — родственница одного из юношей. 28 лет, самая старшая из дам. Именно она предлагает другим дамам покинуть зачумлённый город и переселиться в загородное имение. Она же обращается к мужчинам с просьбой составить им компанию. И она же предлагает избирать на каждый день кого-то предводителем, чтобы он организовывал их времяпрепровождение. Также ей принадлежит идея каждый день в жаркие дневные часы по очереди рассказывать истории.
2. Фьяметта (Фиаметта) (Fiammetta с итал. — «огонёк») — возлюбленная автора, как считается, настоящее имя Мария д’Аквино, внебрачная дочь Роберта Анжуйского[1].
3. Филомена (Filomena с греч. — «любительница пения») — псевдоним дамы, в которую Боккаччо был влюблён до Фьямметты. Ей посвящена его поэма «Филострато». Это имя встречается также у Кретьена де Труа.
4. Емилия (Эмилия) (Emilia с лат. — «ласковая»). Это имя использовалось Боккаччо в нескольких произведениях («Тезеида», «Амето», «Любовное видение»). Особо отмечается её красота.
5. Лауретта (итал. Lauretta) отсылает к образу Лауры — возлюбленной Петрарки. Особо хороша в танце и пении.
6. Неифила (Нейфила) (Neifile с греч. — «новая для любви») — любима одним из юношей, скорее всего Панфило. Отличается кротостью нрава.
7. Элиза (Элисса) (итал. Elissa, второе имя Дидоны Вергилия). Отличается насмешливостью.

Юноши (возраст от 25 лет):
1. Панфило (Панфил) (Panfilo с греч. — «весь любовь; полностью влюблённый») — характер серьёзный, рассудительный. Имя неверного любовника, встречающееся в эклогах Боккаччо и в его «Фьямметте».
2. Филострато (Филострат) (Filostrato с греч. — «раздавленный любовью») — характер чувствительный, меланхоличный. Предположительно влюблён в Филомену. Его имя встречается в названии юношеской поэмы Боккаччо, посвящённой трагической любви Троила к Крисеиде.
3. Дионео (Дионей) (Dioneo с итал. — «сладострастный», «преданный Венере»), обладает чувственно-веселым характером, оговаривает себе привилегию рассказывать историю последним и уклоняться от темы дня.

Также предполагается, что набор рассказчиков Боккаччо создаётся под влиянием средневековой нумерологии и мистицизма: например, предполагают, что 7 дам символизируют четыре натуральных добродетели (Благоразумие, Справедливость, Воздержание и Стойкость) и три богословские (Вера, Надежда, Любовь); а 3 юношей — три традиционные деления души древними греками (Разум, Гнев и Страсть). Также дам семь по числу дней недели, планет и свободных искусств. «Соединившись (что даёт совершенное число — десять), они образуют идеальное общество, построенное на началах разума, добродетели и красоты, сочетающее свободу и порядок (выборность и сменяемость короля или королевы, которые правят слугами, дают тему дня и устанавливают последовательность рассказчиков) и противопоставленное тому социальному хаосу, который царит в охваченном чумой внешнем мире».
Слуги: Пармено (слуга Дионео), Сирис (слуга Панфило), Тиндаро, Мизия (служанка Пампинеи), Личиска (прислужница Филомены), Кимера и Стратилия (горничные Лауретты и Фьямметты). Все их имена греческого происхождения и происходят из античных комедий.
Единственными сквозными персонажами собственно новелл являются три реально существовавших художника — Каландрино, Бруно и Буффальмакко (VIII, 3; VIII, 6; VIII, 9; IX, 3; IX, 5), где рассказывается не об их искусстве, а о весёлых проделках: Бруно и Буффальмакко постоянно обманывают и дурачат недалёкого Каландрино.

### Тематика новелл
В то время как в обрамляющих новеллах Боккаччо показывает идеальное культурное общество, в рассказах проявляется реальная жизнь с многообразием характеров и житейских обстоятельств. Персонажи новелл принадлежат к различным социальным слоям. Характерная черта прозы — подчёркивание возвышающей нравственной стороны любви. Кроме того, очевидно высмеивание ханжества и сластолюбия духовенства. Основные темы:
1. Образцовые герои (в особенности, новеллы VI и X дней): обладающие интеллектом, остроумием, цивилизованностью, а также щедростью и любезностью.
2. Религиозная тематика с редкими, но весьма ядовитыми антиклерикальными замечаниями
3. Любовные истории — самая обширная. Новеллы от забавных и неприличных до воистину трагических
4. Возраст — автор осмеивает расчётливость и лицемерие стариков, восхваляя неподдельность чувств юных
5. Женщины — в том числе матери
6. Насмешки и ирония (в особенности, новеллы VII и VIII дней):

## История книги

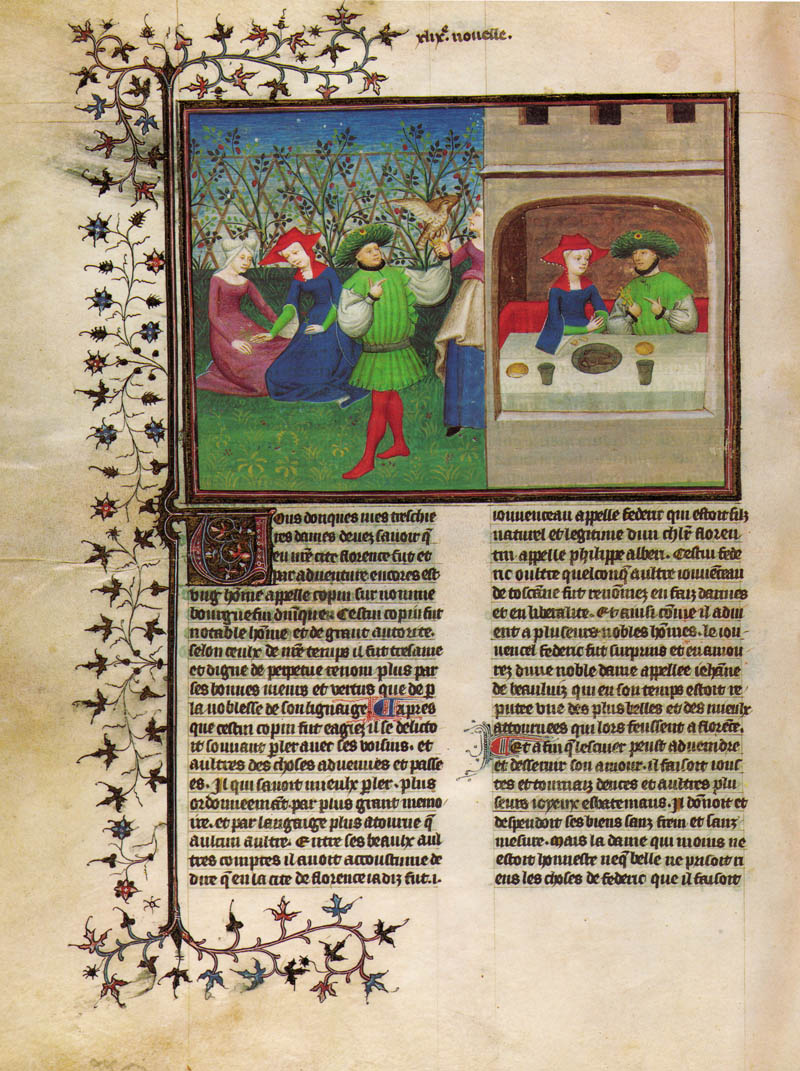
Страница манускрипта «Декамерона», день пятый, новелла 9-я: Федериго дельи Альбериги любит, но не любим, расточает на ухаживание все своё состояние, и у него остаётся всего один сокол, которого, за неимением ничего иного, он подаёт на обед своей даме, пришедшей его навестить; узнав об этом, она изменяет свои чувства к нему, выходит за него замуж и делает его богатым человеком.

### История написания
Традиционно считается, что книга была создана в 1348—1351 годы частью в Неаполе, частью во Флоренции (по другому мнению, в 1353-54). Тем не менее, точных сведений о датах её создания нет. Скорее всего, многие из новелл были задуманы Боккаччо ещё до чумы 1348 года (в которой умерли его отец и дочь), послужившей толчком его вдохновению и ставшей сюжетообразующим событием книги. Существует предположение, подкрепляемое намёком Боккаччо в одном из писем, что он написал книгу по желанию королевы Джованны Неаполитанской.
Существуют предположения, что некоторые новеллы были написаны и распространены отдельно. Кроме того, «Четвёртому дню» предшествует введение автора, где он отвечает на критику книги. Это говорит о том, что к моменту опубликования этого варианта первые три «Дня» уже циркулировали среди читателей. После опубликования законченной книги Боккаччо неоднократно возвращался к тексту, переписывая и исправляя его. Основным источником современных изданий, исследований и комментариев является его авторский манускрипт 1370 года. Эта рукопись включена в берлинский кодекс Hamilton 90. В манускрипте, написанном готическим почерком, отсутствуют лишь небольшие фрагменты.

### Распространение
Как пишут исследователи, сначала книга не получила «поддержки у тех читателей, на которых она была рассчитана. Книгу жадно читали средневековые купцы, выискивая в ней сальности, но она оставила равнодушной зарождающуюся в Италии интеллигенцию, презирающую народный язык и твёрдо убеждённую в том, что языком новой культуры должна стать возрождаемая Петраркой классическая латынь». Но в XV веке книга проникла и в другие слои населения. Со временем «Декамерон» получил широкое распространение и стал весьма знаменит, подарив своему автору европейскую известность. Быстро появилось большое число его рукописных списков (сохранилось около 150 экземпляров). С изобретением книгопечатания книга стала одной из самых издаваемых (первое издание — 1470 год, предположительно в Неаполе).
Церковь, по причине достаточного количества эротических и антиклерикальных моментов в новеллах, сразу же резко осудила «Декамерон» как произведение безнравственное и наносящее ущерб её авторитету, настаивая на отречении автора от своего детища. Боккаччо, страдая от этого нажима, поведал о своих колебаниях Петрарке, который в ответном письме удержал его от сожжения «Декамерона». В 1559 году книга была включена в Индекс запрещённых книг; впоследствии распространялась с крупными цензурными купюрами. Они присутствуют и в фундаментальном издании 1582 года.
В старости Боккаччо продолжал стесняться этого сочинения. В 1372 году его друг Магинардо Кавальканти пишет ему письмо, где говорит о том, что собирается дать прочитать своим родственницам произведения писателя, включая «Декамерон». В ответ Боккаччо убедительно просит его «не делать этого, ибо он сам от всего сердца раскаивается, что некогда, по приказу свыше, написал такие безнравственные книги, и вовсе не желает, чтобы дамы семьи Кавальканти составили о нём понятие, как о человеке развратном».

### Влияние
В своей книге Боккаччо связал воедино традиции французской куртуазной литературы и тосканской народной прозы и фольклора, благодаря чему сделал шаг к развитию итальянской прозы.
«Декамерон» приобрёл большую популярность в Италии, где Боккаччо и его жанр нашёл немало продолжателей (Франко Саккетти, Мазуччо и др.). Благодаря усилиям Пьетро Бембо в начале XVI века книга стала эталоном прозаического volgare — подобно тому, как «Божественная комедия» стала эталоном стихотворного итальянского. Уже в XIV в. он был переведён на французский и английский языки, позже сюжеты «Декамерона» широко заимствовала литература других стран Европы, нередко перерабатывая их в духе национальных традиций (см. последнюю графу таблицы Список новелл Декамерона). В числе авторов, использовавших сюжеты Боккаччо — и Шекспир, и Шарль Перро, Китс и т. д.
На русский язык книга целиком была переведена в 1896 году Александром Веселовским. Существует перевод на русский новеллы о Гризельде, сделанный К. Н. Батюшковым.
Произведение входит во Всемирную библиотеку (список наиболее значимых произведений мировой литературы Норвежского книжного клуба).

#### Боккаччо в древнерусской литературе
Как отмечают Брокгауз и Эфрон в своей статье о Боккаччо, материал для своих новелл автор черпал в общечеловеческом фонде повестей и сказаний, начало которого приводит исследователя вглубь Азии, включая древнейший сборник сказок «Панчатантра» и знаменитый «Тысяча и одна ночь». Этим объясняется, что некоторые его новеллы напоминают мотивы русских сказок: так, русские сказки типа «Семилетка» очень часто повторяют остов знаменитой новеллы о верной жене Гризельде (Х день, 10-я новелла).
Но и собственно новеллы Боккаччо были известны древнерусской письменности. Новеллы Боккаччо проникли к нам через польскую литературу и обычно попадаются в рукописных сборниках, носящих заглавие «смехотворные повести» или «фацеции или жарты польски, или издёвки смехотворны московски». В одном из таких сборников — «Фацеций» А. Н. Пыпин нашёл следующие новеллы Боккаччо: «О друзех, о Марке и Шпинелете» (VIII день, 8-я новелла); «О господине Петре и о прекрасной Кассандре, и о слуге Николае» (VII день, 7-я новелла); «О жене обольстившей мужа, якобы ввержеся в кладезь» (VII день, 4-я новелла).
А. Н. Пыпин указывает, что была переведена «Повесть утешная о купце, который заложился с другим о добродетели жены своея» (II день, 9-я новелла). Но число перешедших к нам новелл было больше. Так, в сборнике «Смехотворные повести», напечатанном в «Памятниках древней письменности» (СПб., 1878—1879), находим несколько рассказов, напоминающих новеллы Боккаччо, и в том числе повесть «О жене, всадиише гостя в полбочки» (VII день, 2-я новелла). Наконец, в «Киевской Старине» (1885, № 6) напечатан южнорусский пересказ новеллы о Сигизмунде и Гвискарде (IV день, 1-я новелла), сложенный силлабическими стихами и относящийся к концу XVII или началу XVIII в.

## Русские переводы
Большая часть старых переводов (в том числе на французский и английский языки) осуществлялись с большими купюрами и переделками по цензурированному изданию 1582 года. Первый перевод на русский был выполнен современником Пушкина, К. Н. Батюшковым. Несмотря на ряд неточностей, в целом он прямо следует оригиналу. В конце XIX века вышел в свет перевод А. Н. Веселовского, неоднократно переиздававшийся и в советские времена (1953, 1983 и др.). Бесцензурное научное издание этого перевода вышло в 2019 г. в серии «Литературные памятники». В 1970 г. в серии «Библиотека всемирной литературы» был издан новый перевод, выполненный Н. М. Любимовым.

## «Декамерон» в искусстве

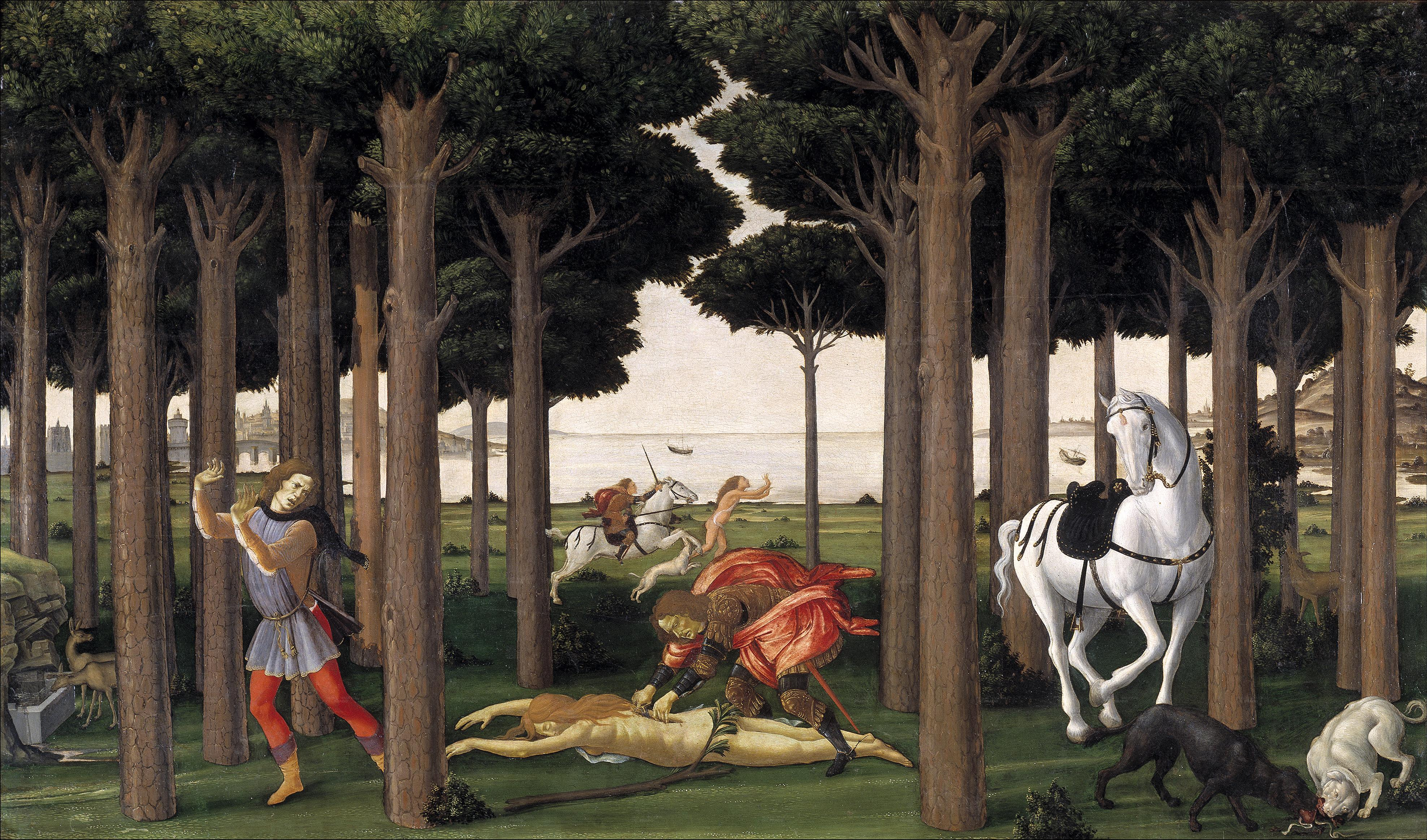
С. Боттичелли. «История Настаджио дельи Онести» из «Декамерона» Боккаччо. 2-й эпизод

### Живопись
Прежде всего визуальное воплощение «Декамерон» получил во франко-фламандской книжной миниатюре XV—XVI веков. У более поздних мастеров это произведение популярно было и в других жанрах: начиная от Луки Синьорелли и заканчивая Марком Шагалом. В ренессансной Италии сюжеты «Декамерона» использовали не только в станковой живописи, но и в ремесленном производстве — при украшении сундуков-кассоне, шпалер, свадебных и родильных подносов.
- Самые ранние иллюстрации — авторские. Боккаччо на полях своей рукописи набросал портреты некоторых персонажей в трёх цветах.
- Сандро Боттичелли написал серию из четырёх картин-эпизодов, иллюстрирующих «Историю Настаджио дельи Онести» (V, 8).
- Существуют издания, иллюстрированные Бидструпом.

Излюбленные изобразительные сюжеты:

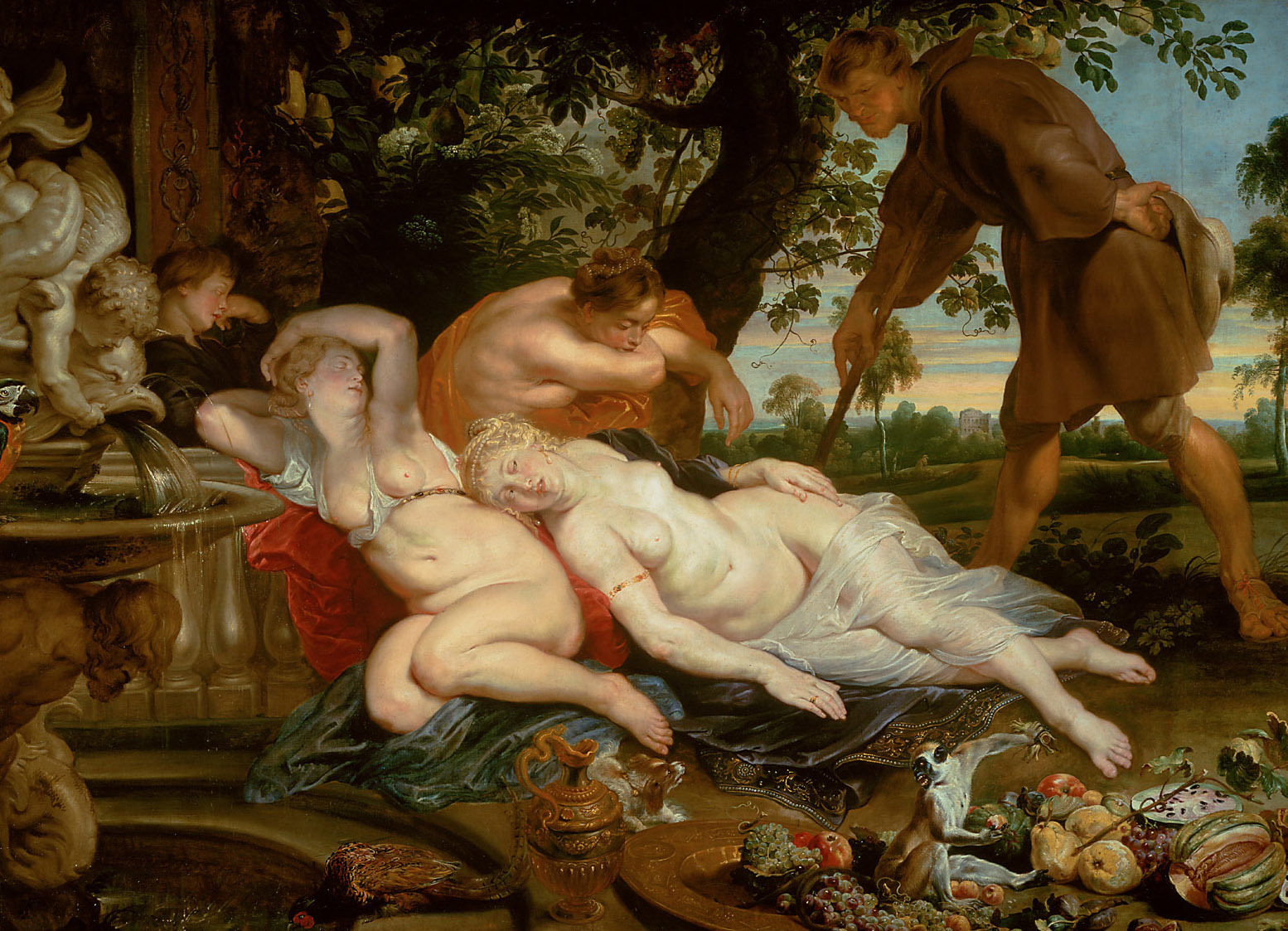
Чимоне видит спящую Ифигению, Рубенс

- Кружок из десяти рассказчиков, сидящих на природе (в основном художники XIX века — Франческо Подести, Винтергальтер, Уотерхаус)
- Новелла о Гисмонде (IV,1), съевшей сердце возлюбленного. Обычно её рисуют с сердцем в кубке (художники Ренессанса и далее — Франческо Убертини, Бернардино Меи, Уильям Хогарт).
- Новелла о Чимоне (V,1), из любви прекратившем быть невежественным. Изображается обычно созерцающим свою возлюбленную Ифигению (в основном венецианская школа живописи — Веронезе, Пальма Веккьо; а также у Рубенса и Абрахама Блумарта, у Рейнольдска).
- Новелла о горшке с базиликом (IV, 5), в который была закопана голова убитого возлюбленного Изабеллы — была популярным сюжетом прерафаэлитов.
- Новелла о Гризельде (Х, 10) — о девушке из простонародья, вышедшей замуж за знатного и прошедшей ряд проверок. Часто встречается в оформлении флорентийской мебели XV века, иллюминированных рукописях франко-фламандского круга; в живописи — у Аполлонио ди Джованни, Беноццо Гоццоли, Марко дель Буоно, Пезеллино. Анонимный Мастер истории Гризельды получил даже своё прозвище благодаря тому, что создал ряд картин на эту новеллу. Кроме того, был создан цикл фресок во дворце Роккабьянка в Парме. Из поздних мастеров — у Ангелики Кауфман.

### Кинематограф
- Ночи Декамерона — британский фильм 1953 года на основе 3-х новелл.
- В 1970 году Пьер Паоло Пазолини создал вольную экранизацию — Декамерон, где использовал 7 новелл.
- В 1977 году эстонский режиссёр Ирене Ляян сняла музыкальный фильм «История чудес» по одноимённой опере Раймо Кангро и Кульно Сухалепа. Сюжет фильма основан на новелле ХХ «Декамерона» Джованни Боккаччо.
- В 1993 году белорусский режиссёр анимационных фильмов Олег Белоусов создал полнометражный фильм Декамерон по мотивам новелл Джованни Боккаччо. В 2006 году завершил работу над второй полнометражной версией.
- Солдатский декамерон — художественный фильм 2005 года.
- Территория девственниц (фильм, 2007) — «британский» вариант «Декамерона».
- Несколько любовных историй — украинский фильм, включающий 2-ю новеллу VII дня.
- Московский декамерон — российский телефильм 2011 года.
- Декамерон (итал. Maraviglioso Boccaccio — «Чудесный Боккаччо») — фильм братьев Тавиани 2015 года по мотивам нескольких новелл.
- Боккаччо-70 (1962) — фильм режиссёров Марио Моничелли, Федерико Феллини, Лукино Висконти, Витторио де Сика.
- Декамерон — игровой сериал, вышедший в 2024 году на платформе Netflix[13].

### Музыка
- В репертуаре российской группы Винтаж есть альбом «Decamerone», выпущенный в 2014 году. Также в альбоме есть заглавная песня альбома — «Декамерон». Автором песни является Алексей Романоф. Также весь альбом посвящён этой теме. Песни исполняет солистка группы Винтаж — Анна Плетнёва.
- Шведская дэт-металл группа «Decameron», выпустила альбом «My Shadow».

## Астрономия
Астероид (492) Гизмонда, открытый 3 сентября 1902 года немецким астрономом Максом Вольфом в обсерватории Хайдельберг в Германии и назван в честь Гисмонды, персонажа «Новеллы о Гисмонде» из «Декамерона» Бокаччо.

## Издания
- Бокаччо Дж. Декамерон / Пер. с итал. Н. Любимова; Вступ. ст. Р. Хлодовского; Примеч. Н. Томашевского. — М.: Художественная литература, 1970. — 704 с. — (БВЛ. Сер. I. Вып. 29).
- Бокаччо Дж. Декамерон / Перевод Н. Любимова; Вступ. ст. Ю. Уварова; Примеч. Н. Томашевского. — М.: МП «ФИРМА АРТ», 1992. — 464 с. — 100 000 экз. — ISBN 2-86716-044-0.
- Бокаччо Дж. Декамерон / Пер. с итал. А. Н. Веселовского; Комм. А. П. Штейна. — М.: Рипол классик, 2001. — 744 с. — 5000 экз. — ISBN 5-7905-0979-7.